# Hipoparatiroidismo
El hipoparatiroidismo es un trastorno causado por la hipofunción de las glándulas paratiroides, caracterizada por una muy baja concentración de hormona paratiroidea (PTH), de calcio y un aumento en la concentración de fósforo sanguíneo. La PTH es la hormona encargada de mantener los niveles normales de calcio en el suero sanguíneo, favoreciendo su absorción en el tracto digestivo por medio de la activación de la vitamina D3 en el riñón con su subsiguiente migración hacia en epitelio intestinal y la resorción ósea aumentando indirectamente la actividad de los osteoclastos en el hueso, aparte del incremento de la captación por parte de los túbulos distales de las nefronas que reabsorben este mineral.

## Causas
Esta patología puede ser producida por una variada gama de factores, entre los que encontramos: 
- La extirpación quirúrgica accidental o intencional durante la tiroidectomía, siendo esta la causa más frecuente.[1]
- Dentro de las causas no quirúrgicas los procesos autoinmunes son los más importantes, encontrando dentro de ellos el síndrome poliglandular autoinmune.
- La ausencia o disfunción congénita de la glándula paratiroides la cual se ha relacionado con microdelecciones dentro del cromosoma 22q11 (síndrome de DiGeorge).[1]
- Las deficiencias de magnesio.[1]
- La hemocromatosis, causante de un cuadro de disfunción de los órganos endocrinos debido al acúmulo de hierro en el interior de las células.
- Idiopáticos.[2]

## Patología
Siendo el calcio uno de los iones más importantes en el mantenimiento de la hemostasia normal del cuerpo, además de estar con implicado en la contracción del músculo esquelético estriado, liso y cardiaco, cualquier variación en su concentración desencadena un alto número de desórdenes funcionales todo esto producido en el caso del hipoparatiroidismo por la disminución del potencial de acción, lo que lleva al aumento de la excitabilidad celular, favoreciendo en el caso del músculo la aparición de tetania y el SNC de convulsiones.
Además de esto el calcio está relacionado con los procesos de secreción glandular favoreciendo la unión de las vesículas de secreción a la pared celular promoviendo así su exocitosis, la disminución de este mineral afecta significativamente este suceso lo que se ve dilucidado en la reducción de la sudoración que presentan los pacientes que tienen este proceso patológico.

## Clínica
La aparición de síntomas varían entre una persona y la otra, en especial en los niños, sin embargo, los más frecuentes pueden incluir:
- Disnea
- Dolor cólico agudo
- Hormigueos
- Contracciones de distintos grupos musculares.[2] Son muy característicos las localizadas en algunos músculos del brazo y mano que hacen que ésta adopte una posición conocida con el nombre de mano en comadrón, ya que recuerda a la posición que los obstetras ponen en su mano para los tactos vaginales. Esta posición incluso puede ser provocada estimulando los músculos del brazo mediante una compresión con el manguito de un esfigmomanómetro, lo que se conoce como el signo de Trousseau.

También aparecen frecuentemente cataratas, trastornos psíquicos, y piel seca y otros trastornos tróficos de la piel.
Los trastornos mentales más frecuentes de la hipocalcemia aguda causada por el hipoparatiroidismo es el delirium y la psicosis. En la hipocalcemia crónica son más frecuentes los síntomas de ansiedad, irritabilidad, labilidad emocional, depresión, psicosis, alteración de la memoria y de la concentración, deterioro cognitivo y a veces retraso mental en función de la edad de comienzo. El compromiso intelectual aparece en el 50 % de los casos de hipoparatiroidismo.

## Variantes clínicas
- Pseudohipoparatiroidismo: En este cuadro además de los datos descritos, se añaden trastornos constitucionales como talla corta, cara ancha, y metacarpianos y metatarsianos cortos.

- Pseudo-pseudohipoparatiroidismo: En el que sólo aparecen los trastornos constitucionales descritos, sin alteración del calcio.

## Tratamiento
El tratamiento consistiría en la administración de la hormona paratiroidea (PTH), pero principalmente de la administración de calcio y vitamina D en caso de que se trate de la verdadera forma del hipoparatiroidismo la cual presenta bajos niveles de calcio sérico.